# Duo Nirwana
Unter dem Namen Nirwana (nicht zu verwechseln mit der US-amerikanischen Grunge-Band Nirvana) tritt seit 2000 ein deutsches Musikerduo hauptsächlich auf dem Gebiet des volkstümlichen Schlagers auf. Zuvor nannte sich das Duo Je t'aime. Das Duo besteht aus dem Ehepaar Bettina (* 8. Juni 1960 in Villingen-Schwenningen) und Michael Peter Obst (* 27. Februar 1958 in Villingen-Schwenningen).
Das Repertoire von Nirwana umfasst Schlager, Volksmusik, Instrumentaltitel, Oldies und Evergreens aus allen Teilen der Welt. Ihre Lieder schreiben sie meist selbst oder zusammen mit Dietmar Ganshofer, dem Leadsänger der Paldauer.
Das Duo Nirwana holte sich einige Indianer als Backgroundtrommler und -tänzer auf die Bühne und trat so beim Grand Prix der Volksmusik 2000 auf. Ihr Titel Flieg davon Adlerjunge mit dem Wind erzielte den 7. Platz. Beim Grand Prix der Volksmusik 2001 erreichte ihr Titel Freiheit für die Welt nicht das Finale. Ebenso erging es ihnen 2004 mit dem Lied Wohin der Wind uns trägt.
Das Duo war bereits Mitte der 1990er Jahre auf Tournee in Kanada und ist seither gelegentlich bei volkstümlichen Veranstaltungen zu sehen. Heute lebt und arbeitet das Duo in Tirol.

## Bekanntere Titel
- Flieg davon Adlerjunge mit dem Wind (2000)
- Freiheit für die Welt (2001)
- Wohin der Wind uns trägt (2004)

## Diskografie
- Ich sag’s mit Rosen (1994) als Duo „Je t’aime“
- Flieg davon, Adlerjunge, mit dem Wind (2000) auf Die Super-Hitparade der Volksmusik und Grand Prix der Volksmusik
- Wohin der Wind uns trägt, CD-Single (2004)